# Чемпионат Африки по дзюдо 2008
Чемпионат Африки по дзюдо 2008 года прошёл 15 — 18 мая в городе Агадир (Марокко).

## Медалисты

### Мужчины
| Весовая категория       | Золото                      | Серебро                                              | Бронза                                           |
| ----------------------- | --------------------------- | ---------------------------------------------------- | ------------------------------------------------ |
| Суперлёгкая (до 60 кг)  | Юнес Ахмади · Марокко       | Элай Норберт · Мадагаскар                            | Махмуд Эль-Сайед · Египет Омар Ребахи · Алжир    |
| Полулёгкая (до 66 кг)   | Амин Эль-Хади · Египет      | Мунир Бенамади · Алжир                               | Рашид Ргвинг · Марокко Гидеон ван Зил · ЮАР      |
| Лёгкая (до 73 кг)       | Амар Мериджа · Алжир        | Лундолоки Кибанза · Демократическая Республика Конго | Маклеон Паулин · Маврикий Марлон Акакио · ЮАР    |
| Полусредняя (до 81 кг)  | Сафуан Аттаф · Марокко      | Мэттью Джаго · ЮАР                                   | Юсеф Бадра · Тунис Абдерахман Бенамади · Алжир   |
| Средняя (до 90 кг)      | Амар Бенихлеф · Алжир       | Хешам Месба · Египет                                 | Патрик Трезис · ЮАР Мохамед Эль Ассри · Марокко  |
| Полутяжёлая (до 100 кг) | Хассан Аззун · Алжир        | Мохамед Бенсалех · Ливия                             | Сами Суисси · Тунис Франк Эван Муссима · Камерун |
| Тяжёлая (свыше 100 кг)  | Анис Чедли · Тунис          | Ислам Эль-Шехаби · Египет                            | Мохамед Мербах · Марокко Джегай Батили · Сенегал |
| Абсолютная категория    | Ислам Эль-Шехаби<br> Египет | Анис Чедли · Тунис                                   | Дидон Долассем · Камерун Аммар Белгасем · Алжир  |

### Женщины
| Весовая категория      | Золото                  | Серебро                | Бронза                                                                           |
| ---------------------- | ----------------------- | ---------------------- | -------------------------------------------------------------------------------- |
| Суперлёгкая (до 48 кг) | Чахнез Мбарки · Тунис   | Мерием Мусса · Алжир   | Эльза Онорин Ояма Эни · Республика Конго Наина Мартин Рандриамалала · Мадагаскар |
| Полулёгкая (до 52 кг)  | Сорая Хаддад · Алжир    | Амани Халфауи · Тунис  | Джастин Агатахи · Нигерия Оранс Дидхиу · Сенегал                                 |
| Лёгкая (до 57 кг)      | Лила Латрус · Алжир     | Хаджер Бархуми · Тунис | Фари Сейе · Сенегал Беби Махита · Мадагаскар                                     |
| Полусредняя (до 63 кг) | Несрия Джласси · Тунис  | Кахина Саиди · Алжир   | Эстер Огустин · Нигерия Айда Али Уала · Марокко                                  |
| Средняя (до 70 кг)     | Рашида Уэрдан · Алжир   | Гизель Менди · Сенегал | Антония Морейра · Ангола Хассания Эль-Аззар · Марокко                            |
| Полутяжёлая (до 78 кг) | Худа Милед · Тунис      | Вивьен Юсуф · Нигерия  | Сухин Мадани · Алжир Кристелл Окодомбе Фогвинг · Камерун                         |
| Тяжёлая (свыше 78 кг)  | Нихел Шейх Руху · Тунис | Сама Рамадан · Египет  | Роки Болли · Сенегал Салима Баазизи · Марокко                                    |
| Абсолютная категория   | Нихел Шейх Руху · Тунис | Самах Рамадан · Египет | Кристина Хербу · Маврикий Кристелл Окодомбе Фогвинг · Камерун                    |